# Пирятин (станция)
Пирятин (укр. Пирятин) — промежуточная железнодорожная станция 4-го класса на линии Гребёнка — Бахмач, в городе Пирятин, Полтавской области. Данный участок дороги однопутный и неэлектрифицированный, в связи с этим движение поездов слабоинтенсивное. На станции сохранилась гидроколонка для заправки водой паровозов.
Станция соединена подъездными путями с промышленными предприятиями города.
Также, на данной станции находится участок Лубенского межотраслевого предприятия промышленного железнодорожного транспорта.
На промышленных путях курсируют тепловозы ТЭМ2 и ТГМ4.
Адрес: ул. Абаканская, д. 102, г., Пирятин — 37100 (Полтавская область).

## История
В 1894 году через Пирятин пролегла ветвь Киево-Воронежской железной дороги (участок Бахмач — Гребёнка). Она соединила Москву и Одессу, и имела важное экономическое значение для развития промышленности региона.
7 декабря 1905 года работники станции прекратили работу на 10 дней. На следующий день железнодорожники провели демонстрацию, после которой разоружили тюремную охрану и освободили заключённых.
В 1913 году было построено современное здание станции.
В мае 1918 года, после установления власти Украинской державы, сторонники советской власти перешедшие на нелегальное положение разрушили железнодорожные пути.
В сентябре 1941 года в ходе Великой Отечественной войны около станции Пирятин немцы захватили 1 бронепаровоз и 2 бронированных вагона.
6 июня 1946 года, в результате взрыва противотанковой гранаты на станции погибло два 13-летних мальчика.
Летом 2003 года был проведён ремонт вокзала: оштукатурен фасада здания, ремонт внутренних помещений, заменена кровли на металлочерепицу, над дверьми, ведущими на посадочною платформу, установлены ажурные навесы; также был уложен новый асфальт и установлена декоративная ограда.